# Olmedillo de Roa
Olmedillo de Roa ist ein Ort und eine Gemeinde (municipio) mit 185 Einwohnern (Stand: 2024) im Zentrum der Provinz Burgos in der Autonomen Gemeinschaft Kastilien und León. Olmedillo de Roa liegt in der Comarca und der Weinbauregion Ribera del Duero.

## Lage und Klima
Die Gemeinde Olmedillo de Roa liegt etwa 75 Kilometer südsüdöstlich der Provinzhauptstadt Burgos in einer Höhe von ca. 840 m. Das Klima ist gemäßigt bis warm; Regen (ca. 540 mm/Jahr) fällt übers Jahr verteilt.

## Wirtschaft
Im Südosten der Ortschaft finden sich zahlreiche Weinberge, die hier bewirtschaftet werden. 

## Sehenswürdigkeiten
- Kirche Mariä Himmelfahrt (Iglesia de la Asunción de Nuestra Señora)
- Einsiedelei

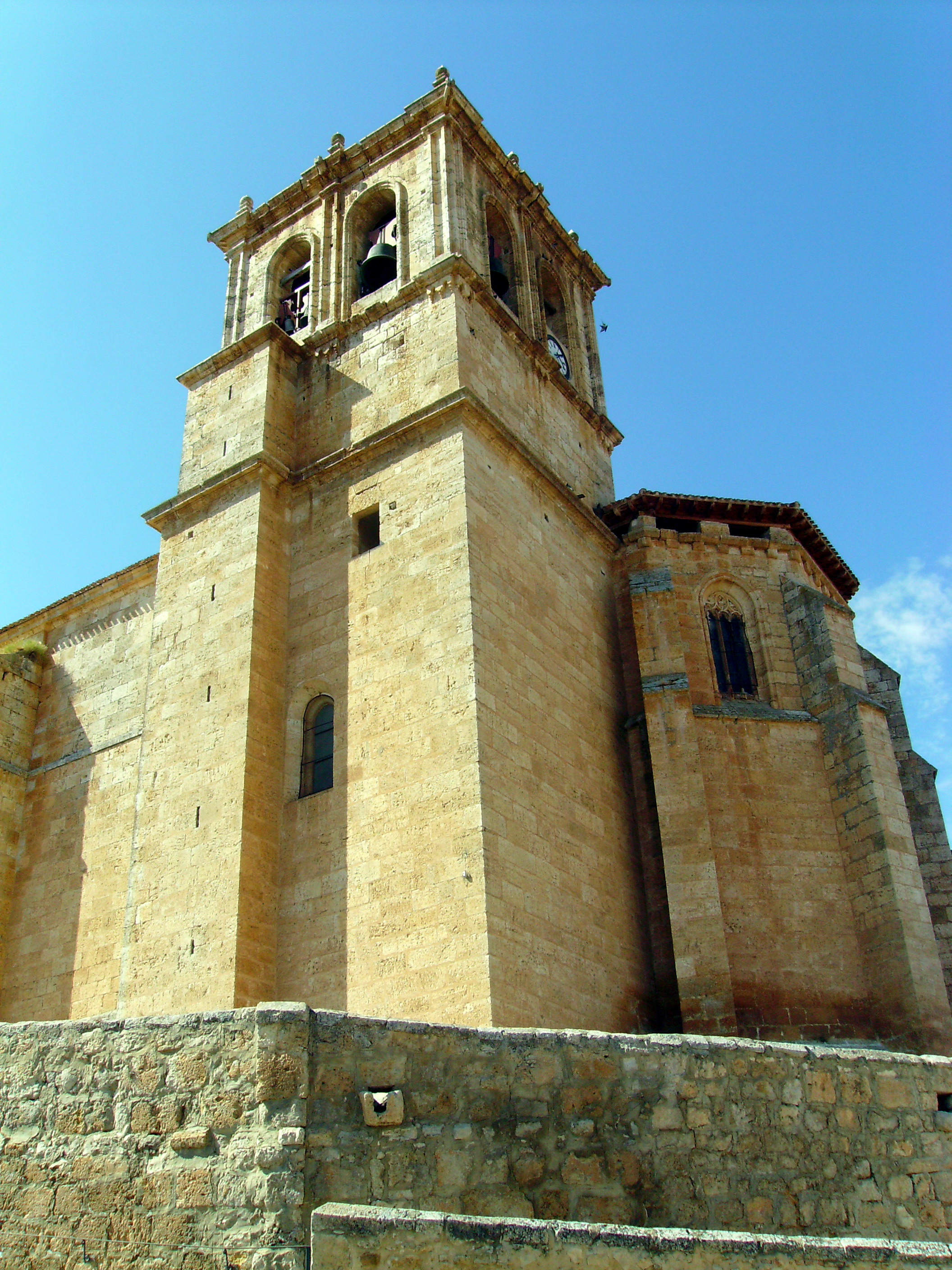
Kirche Mariä Himmelfahrt